# Okuläre Hypertension
Die Okuläre Hypertension, englisch ocular hypertension, ist definiert als alleinige Erhöhung des Augeninnendrucks über den Normbereich (10–21 mmHg) ohne nachgewiesene (glaukomatöse) Schädigung des Auges, der Nervenfaserschicht der Netzhaut, des Sehnervenkopfes oder des Sehnerven.
Es wurde geschätzt, dass in den USA 4–7 % der Personen über 40 Jahre einen erhöhten Augeninnendruck haben. In einer Studie mit 1636 Personen im Alter von 40–80 Jahren, die auf mindestens einem Auge einen erhöhten Druck von ≥ 24 mm Hg jedoch keine Anzeichen für eine Schädigung der Augen hatten, gab es nach fünf Jahren folgende Ergebnisse. 9,5 % der Personen ohne vorbeugende Behandlung, aber nur 4,4 % der Personen mit vorbeugender medikamentöser Druckverminderung, hatten Anzeichen für ein Glaukom entwickelt.
Ein erhöhter Augeninnendruck stellt daher für einen kleinen Teil der Betroffenen einen Risikofaktor für die Entwicklung eines Glaukoms dar. Eine drucksenkende Behandlung vermindert die Wahrscheinlichkeit der Entwicklung eines Glaukoms und kommt daher als sinnvolle vorbeugende Maßnahme für manche Personen in Betracht. Hierzu zählen diejenigen, die außer dem erhöhten Augeninnendruck weitere Risikofaktoren für ein Glaukom haben, wie z. B. einen stark schwankendem Blutdruck.